# 明天我不是羔羊
《明天我不是羔羊》（英文名：Tomorrow Iam Not Lamb），中国当代情感励志题材电视剧，错爱一生的姊妹篇，由其原班人马打造，又称错爱一生2，2005年11月27日在浙江开机拍摄。讲述了一个被拐卖的女子（石秋果），经历了种种磨难，仍然自强不息，凭借真情和信念改变命运、奋斗人生的感人故事。2006年7月11日，在上海东方电影频道黄金档全国首播。

## 剧情
年轻有为的奥兰公司总裁高雁翎被人陷害，跌入山崖，幸遇路经此处的农家女石秋果相救。二人这段意外的邂逅从此将两个看似毫无关联的命运联系到了一起，高雁翎获救后瘫痪在床，他青梅竹马的未婚妻姜羽菲却和林峰一起独揽了公司的大权，谋夺私利。本来打算和男友李伟伟结婚的石秋果没有料到男友和独眼龙的未婚妻周小娟私奔了，独眼龙强迫石秋果顶替嫁给自己。石秋果不愿意，来山村招工的车云飞假意帮其逃走，然而他真实身份是一个人贩子，石秋果被卖到了一个更偏远的山区。面对厄运她不肯屈服，多次以死相对。车云飞的同伙苏醒乐良心未泯，他帮助石秋果逃出了苦海……
石秋果来到滨海市，在医院做护工，照顾的病人正是高雁翎，她决定帮助高雁翎。高雁翎终于站了起来，他决心找出凶手，一面假扮瘫痪，一面暗中对身边每一个人进行调查并策划报复。高雁翎经过精心安排，让石秋果以一个全新的面目进入奥兰公司，姜羽菲大为吃惊她无法忍受高雁翎对一个农村女孩如此看重，开始排挤和刁难石秋果，然而聪慧善良的石秋果愈发得到众人的认可。姜羽菲费尽心机终于将石秋果赶走，然而她已发觉高雁翎彻底背离了她，同时一个惊天秘密也被揭开：石秋果竟是自己失散多年的亲妹妹！但名利和财富的诱惑让姜羽菲不惜再次陷害石秋果，石秋果被贩卖的往事被公开，高雁翎也对她不信任了，加上母亲去世，石秋果几乎崩溃。人财两空的林峰不甘心失败，他再度策划阴谋，高雁翎被劫持，石秋果前往搭救，二人再历磨难……多行不义必自毙，坏人终遭惩罚，而姜羽菲也和石秋果一起来到母亲坟前……。

## 演员
- 韩　雪　饰　石秋果
- 杨　雪　饰　姜羽菲
- 朱泳腾　饰　高雁翎
- 戴　亮　饰　约　翰
- 马文龙　饰　林　峰
- 尹铸胜　饰　成玉民
- 安泽豪　饰　车云飞
- 施展展　饰　赵豆花
- 刘　研　饰　苏醒乐
- 高　强　饰　石　父

## 影响
- 2006年在浙江教育科技电视台播出，获得浙江省年度收视冠军[3]。